# 马格德堡大学
马格德堡大学(Otto-von-Guericke-Universität Magdeburg，OvGU)全称马格德堡奥托·冯·格里克大学，建于1993年，是德国最年轻的大学之一，該校有14000名学生，9个学院。
校名为纪念物理学家和马格德堡市长奥托·冯·格里克（Otto von Guericke）。前身为马格德堡工业大学(Technische Hochschule Magdeburg)，后来一所师范学院和医学院并入，如今有9个学院。

## 院系设置
- 计算机科学学院（FIN）
- 经济管理学院（FWW）
- 人文学院 (FHW)
- 数学院 (FMA)
- 医学院（FME）
- 理学院 (FNW)
- 机械工程学院 (FMB)
- 过程与系统工程学院 (FVST)
- 电气工程与信息技术学院 (FEIT)